# Коллинз, Джоан
Дама Джоан Генриетта Коллинз (англ. Dame Joan Henrietta Collins; род. 23 мая 1933[…], Лондон) — британская актриса, продюсер, писательница и колумнист.
Выросшая во время Второй мировой войны, Джоан Коллинз дебютировала на театральной сцене в девятилетнем возрасте в пьесе «Кукольный дом», а после окончила Королевскую академию драматического искусства в Лондоне и начала карьеру в британском кино. В возрасте 22 лет, Коллинз переехала в Голливуд и добилась известности благодаря ролям женщин-вамп в таких фильмах как «Девушка в розовом платье» (1955) и так далее. Она успешно снималась в большом американском и британском кино в 1950-х и 1960-х, и менее успешно в 1970-х.
В 1981 году Коллинз начала играть свою самую известную роль — Алексис Колби в длительном телесериале «Династия», которая принесла ей премию «Золотой глобус» в 1983 году. В конце восьмидесятых она пошла по стопам своей младшей сестры Джеки Коллинз и выпустила свою первую книгу Prime Time (1988), которая стала бестселлером, несмотря на негативные отзывы критиков, а потом и ещё несколько книг и автобиографий. Также как и на экране, Коллинз и в жизни имеет образ гламурной женщины-вамп, благодаря своим пяти бракам и безупречному стилю. В 2015 году Коллинз была удостоена Ордена Британской империи.

## Ранние годы
Джоан Коллинз родилась 23 мая 1933 года в семье Эльзы Бессант (1906—1962), учительницы танцев и владелицы ночного клуба, и театрального агента Джозефа Уильяма Коллинза (1902—1988). Отец был еврейского происхождения и уроженцем Порт-Элизабет, чьи родители эмигрировали в ЮАР из Лондона; мать была англичанкой англиканского вероисповедания. У Джоан была младшая сестра, Джеки Коллинз, которая стала писательницей, и брат Билл. Среднее образование она получила во Франко-голландской школе, после окончания которой поступила в Королевскую академию драматического искусства. В 17 лет Коллинз подписала контракт с кинокомпанией Дж. Артура Ранка, которая в то время была очень престижна в Великобритании.

## Карьера

### Карьера в кино
В 1951 году Джоан Коллинз дебютировала в британском кино, а первая главная роль у неё появилась уже спустя год в фильмах «Я верю в тебя» и «Ночи Декамерона». Тогда же она много снималась для британских пинап-журналов и была названа самой красивой девушкой Великобритании. Часто в тот период Коллинз оказывалась в центре внимания прессы, в том числе когда в 1954 году заявила, что лондонские киностудии не стараются поддерживать женщин-актёров.
В 1955 году Джоан Коллинз отправилась в Голливуд и подписала контракт с кинокомпанией 20th Century Fox и вскоре актриса стала их ответом Элизабет Тейлор и MGM. Её первая главная роль в голливуде была в эпическом фильме «Земля Фараонов» режиссёра Ховарда Хоукса. После этого она сыграла Эвелин Несбит в картине «Девушка в розовом платье» и снялась в роли молодой конкурентки героини Бетт Дейвис в эпосе «Королева-девственница». Твердо закрепив свой статус в Голливуде, Джоан Коллинз, продолжала играть главные роли в таких фильмах как комедия «Противоположный пол» (1956), экранизация романа Джона Стейнбека «Заблудившийся автобус» (1957) и спорная, но коммерчески успешная драма «Остров Солнца» (1957). Позже она снималась с Грегори Пеком в вестерне «Бравадос», с Полом Ньюманом в «Собирайтесь вокруг флага, ребята!», с Эдвардом Г. Робинсоном в «Семь воров» и заглавную роль в религиозном эпосе «Эсфирь и царь». В 1962 году она сыграла в комедии «Дорога в Гонконг» с Бингом Кросби и после взяла небольшой перерыв в карьере чтобы родить первого ребёнка.

### Спад
Во второй половине шестидесятых карьера Джоан Коллинз в большом кино зашла в тупик после нескольких провальных в прокате лент. В то же время она открыла для себя телевидение и была приглашенной звездой в ряде популярных в тот период сериалах, среди которых были «Бэтмен», «Звёздный путь», «Миссия невыполнима», «Женщина-полицейский» «Старски и Хатч». В семидесятых она вернулась в британское кино и снялась в нескольких фильмах ужасов, в том числе «Байки из склепа», «Страх в ночи», «Рассказы, свидетели безумия» и «Империя муравьёв». Пожалуй, наибольшим успехом Коллинз в семидесятых стала главная роль в экранизации романа её сестры Джеки Коллинз «Жеребец» (1978) и его сиквел «Сука» (1979), собравшие более двадцати миллионов в прокате.

### «Династия» и возвращение успеха
В 1981 году карьера Джоан Коллинз фактически пережила возрождение, после того как она была приглашена на роль Алексис Колби, красивой, но мстительной бывшей жены биржевого магната Блейка Кэррингтона (Джон Форсайт), в прайм-тайм мыльной опере канала ABC «Династия». До Коллинз сериал транслировался один короткий сезон и был на грани закрытия, но с введением её героини рейтинги резко пошли вверх. Именно ей приписывают рейтинговый рост сериала и последующее становление его полноценным хитом, а не посредственным клоном «Далласа».
В 1985 году «Династия» наконец возглавила годовую рейтинговую таблицу самых наблюдаемых программ, опередив «Даллас», а Коллинз — самой высокооплачиваемой актрисой на телевидении. С 1982 по 1987 год Джоан шесть раз номинировалась на премию «Золотой глобус» за лучшую женскую роль в телевизионном сериале — драма за свою роль и выиграла награду в 1983 году. В 1984 году она номинировалась на премию «Эмми» за лучшую женскую роль в драматическом телесериале, а в 1985 получила награду «Выбор народа» как любимая телезвезда. В 1983 году Коллинз получила собственную звезду на Голливудской «Аллее славы».
В пятидесятилетнем возрасте Джоан Коллинз снялась для журнала Playboy. В 1986 году, на волне успеха сериала, Коллинз выступила в качестве продюсера и исполнительницы главных ролей в мини-сериалах «Грехи» и «Монте-Карло». «Династия» продлилась вплоть до 1989 года, а в 1991 году был снят мини-сериал «Династия: Примирение», завершающий историю.

### Последующие годы
После завершения «Династии» Джоан Коллинз снималась менее активно и предпочитала выступать в театре и писать автобиографии. В 1992 году состоялся бродвейский дебют Джоан Коллинз в постановке «Частная жизнь тру́сов». В 1990-е годы она продолжила свою карьеру как в кино, так и на телевидении. Наиболее известными фильмами с её участием стали «Зимняя сказка» (1995), «Флинтстоуны в Рок-Вегасе» (2000) и телевизионные фильмы «Энни: Королевское приключение» (1995) и «Старые клячи по-американски» (2001), наряду с Дебби Рейнольдс, Ширли Маклейн и Элизабет Тейлор.
В 1997 году за свой вклад в искусство и благотворительную работу Джоан Коллинз был присвоен титул Офицера Британской империи. В том же году она была приглашена в новый проект Аарона Спеллинга «Тихие палисады», который хотел чтобы актриса повторила ситуацию со спасением «Династии». В 2002 году она была приглашенной звездой в нескольких эпизодах мыльной оперы «Направляющий свет».
В 2005 году актриса Элис Криге сыграла роль Джоан Коллинз в телефильме «Династия: За кулисами секса, алчности и интриг».

## Личная жизнь
Джоан Коллинз пять раз была замужем. Её первым мужем был ирландский актёр Максвелл Рид, с которым она была вместе с 1952 по 1956 год. Позже у неё была связь с Сидни Чаплином, братом Чарли Чаплина, Артуром Лоу и Уорреном Битти, который был моложе её на 4 года. В 1963 году она вышла замуж за певца и актёра Энтони Ньюли. Она родила от него сына и дочь, а в 1971 году они развелись. В третий раз она вышла замуж в 1973 году за руководителя студии «Apple Records» Рона Касса, который стал отцом её дочери. Они развелись в 1983 году. Джоан, спустя два года, вышла замуж за шведского певца Питера Холма. После их скандального развода в 1987 году Коллинз на время покинула США и вернулась в Лондон. Её пятым мужем в 2002 году стал театральный менеджер Перси Гибсон, который моложе Джоан на 32 года. На вопрос о том, не смущает ли её разница в возрасте, актриса пошутила: «Если он умрёт — значит, умрёт». Джоан является крёстной модели Кары Делевинь.
В своей автобиографии 1978 года Коллинз сообщила, что она забеременела в возрасте чуть больше 20-ти лет от тогдашнего жениха Уоррена Битти, но сделала аборт.

## Фильмография

### Полнометражные фильмы
- 1951 — Леди Годива снова в седле / Lady Godiva Rides Again — Красивая королева участников соревнований
- 1952 — The Woman’s Angle — Марина
- 1952 — Отсроченный приговор / Judgment Deferred — Лил Картер
- 1952 — Я верю в тебя / I Believe in You — Норма Харт
- 1953 — Ночи Декамерона / Decameron Nights — Пампинея / Мария
- 1953 — Cosh Boy — Рене Коллинз
- 1953 — Поверните ключ мягко / Turn the Key Softly — Стелла Джарвис
- 1953 — The Square Ring — Фрэнки
- 1953 — Наша девушка Пятница / Our Girl Friday — Сейди Пэтч
- 1954 — Добро умирает в зародыше / The Good Die Young — Мэри Холси
- 1955 — Земля Фараонов / Land of the Pharaohs — Принцесса Неллифер
- 1955 — Королева-девственница / The Virgin Queen — Бет Трогмортон
- 1955 — Девушка в розовом платье / The Girl in the Red Velvet Swing — Эвелин Незбит
- 1956 — Противоположный пол / The Opposite Sex — Кристал Аллен
- 1957 — Заблудившийся автобус / The Wayward Bus — Элис Чикой
- 1957 — Остров Солнца / Island in the Sun — Джоселин Флери
- 1957 — Sea Wife — Sea Wife
- 1957 — Stopover Tokyo — Тина Ллуэллин
- 1958 — Бравадос / The Bravados — Хосефа Велард
- 1958 — Собирайтесь вокруг флага, ребята! / Rally 'Round the Flag, Boys! — Анджела Хоффа
- 1960 — Семь воров / Seven Thieves — Мелани / Мадам де Лакрус
- 1960 — Эсфирь и царь / Esther and the King — Эсфирь
- 1962 — Дорога в Гонконг / The Road to Hong Kong — Диана (агент «3-го Эшелона»)
- 1965 — Миллион долларов / La congiuntura — Джейн
- 1967 — Warning Shot — Джоуни Вэленс
- 1968 — Уловка / Subterfuge — Энн Лэнгли
- 1969 — Недолгая любовь / L’amore breve — Роберта
- 1969 — Сможет ли Хайронимус Меркин когда-нибудь забыть Мерси Хампп и найти истинное счастье? / Can Heironymus Merkin Ever Forget Mercy Humppe and Find True Happiness? — Полиэстер Пунтэнг
- 1969 — Если сегодня вторник, то это должна быть Бельгия / If It’s Tuesday, This Must Be Belgium — Девушка на тротуаре
- 1970 — Палач / The Executioner — Сара Бут
- 1970 — Up in the Cellar — Пэт Кэмбер
- 1971 — Месть / Revenge — Кэрол Рэдфорд
- 1971 — Ради любви / Quest for Love — Оттили / Трейси Флетчер
- 1972 — Байки из склепа / Tales from the Crypt — Джоанн Клейтон
- 1972 — Страх в ночи / Fear in the Night — Молли Кармайкл
- 1973 — Тёмные места / Dark Places — Сара
- 1973 — Рассказы, свидетели безумия / Tales That Witness Madness — Белла Томпсон
- 1974 — L’arbitro — Елена Сперани
- 1975 — Элфи, дорогая / Alfie Darling — Фей
- 1975 — Я не хочу рождаться / I Don’t Want to Be Born — Люси Карлеси
- 1975 — Вой волка / Il richiamo del lupo — Сония Кендалл
- 1976 — Il pomicione
- 1976 — The Bawdy Adventures of Tom Jones — Чёрная Бесс
- 1977 — Poliziotto senza paura — Брижитт
- 1977 — Империя муравьёв / Empire of the Ants — Мэрилин Фрайзер
- 1978 — Вечный сон / The Big Sleep — Агнес Лозелль
- 1978 — От нуля до шестидесяти / Zero to Sixty — Глория Мартин
- 1978 — Жеребец / The Stud — Фонтейн Калед
- 1979 — Сука / The Bitch — Фонтейн Калед
- 1979 — Солнечный ожог / Sunburn — Нера
- 1979 — Игра для стервятников / Game for Vultures — Николль
- 1982 — Щелкунчик / Nutcracker — Мадам Лаура Каррере
- 1982 — Домашняя работа / Homework — Диана
- 1994 — Любовь вчетвером / Decadence — Хелен/Сибил
- 1995 — Зимняя сказка (В суровой середине зимы) / In the Bleak Midwinter — Маргаретта Дарси[англ.]
- 1999 — Тайный брак / The Clandestine Marriage — Миссис Гейдельберг
- 1999 — Иосиф и его удивительный плащ снов / Joseph and the Amazing Technicolor Dreamcoat — Миссис Потифар
- 2000 — Флинтстоуны в Рок-Вегасе / The Flintstones in Viva Rock Vegas — Пирл Слэгхупл
- 2001 — Оззи / Ozzie — Макс Хэппи
- 2004 — Эллис в Стране гламура / Ellis in Glamourland — Сьюзен
- 2006 — Оззи / Ozzie — Макс Пэппи
- 2013 — Молли Мун: Незабываемый гипнотизер / Molly Moon: The Incredible Hypnotist
- 2013 — Спасение Санты / Saving Santa — озвучка
- 2016 — Просто потрясающе / Дама у бассейна
- 2020 — Регулятор потерь / Маргарет Роджертон-Сайкз

### Телесериалы
- 1964 — Человеческие джунгли / The Human Jungle — Лиз Кросс
- 1966 — Бежать от твоей жизни / Run for Your Life — Джилиан Уэльс
- 1966 — Человек от дяди / The Man from U.N.C.L.E. — Баронесса Биби де Шазёр
- 1967 — Звёздный путь / Star Trek — Сестра Эдит Килер
- 1967 — Вирджинец / The Virginian — Лорна Мари Маршалл
- 1967 — Бэтмен / Batman — Сирена
- 1967 — Час Дэнни Томаса / The Danny Thomas Hour — Майра
- 1969 — Миссия невыполнима / Mission: Impossible — Николь Ведетт
- 1972 — Мастера уговоров / The Persuaders! — Сидони
- 1972 — Зал славы Hallmark / Hallmark Hall of Fame — Лоррейн Шелдон
- 1973 — Великие тайны / Great Mysteries — Джейн Блейк
- 1975 — Эллери Куин / Ellery Queen — Леди Дейзи Фроли
- 1975 — Switch — Джеки Саймон
- 1975 — Space: 1999 — Кара
- 1976 — Баретта / Baretta — Линн Стайлс
- 1976 — Женщина-полицейский / Police Woman — Лорелея Фрэнк
- 1976 — Менялы (Артур Хейли) / Arthur Hailey’s the Moneychangers — Аврил Деверо
- 1976 — Гиббсвиль / Gibbsville — Андреа
- 1977 — Фантастическое путешествие / The Fantastic Journey — Королева Хеляна
- 1977 — Полицейский из будущего / Future Cop — Ив Ди Фалько
- 1977 — Старски и Хатч / Starsky and Hutch — Дженис
- 1979 — Непридуманные истории / Tales of the Unexpected — Клэр Дакуэрт и Джулия Роуч / Сюзи Старр / Наталия Тертон
- 1980 — Берни / Bernie
- 1980 — Остров фантазий / Fantasy Island — Люси Атуэлл
- 1981 — Династия / Dynasty — Алексис Колби
- 1983 — Лодка любви / The Love Boat — Джанин Адамс
- 1983 — Театр волшебных историй / Faerie Tale Theatre — Мачеха/Ведьма
- 1991 — Сегодня вечером в 8:30 / Tonight at 8.30 — Дорис Гау
- 1993 — Розанна / Roseanne — Ронни, кузина Розанны
- 1996 — Няня / The Nanny — Джоан Шеффилд
- 1997 — Тихие палисады / Pacific Palisades — Кристина Гобсон
- 2000 — Уилл и Грейс / Will & Grace — Хелена Барнс
- 2002 — Направляющий свет / The Guiding Light — Александра ‘Алекс’ Сполдинг вон Халкейн Торп № 3
- 2004 — Бенидорм / (Benidorm) — Кристал / Crystal Hennessy-Vass
- 2005 — Рабство и успех Америки / Slavery and the Making of America — Reenactor
- 2006 — Отель Вавилон / Hotel Babylon — Леди Имоджин Паттон
- 2006 — Жёны футболистов / Footballers’ Wives — Ева де Вольф
- 2010 — Запретная любовь / Verbotene Liebe — Леди Джоан (камео)
- 2015 — Члены королевской семьи / The Royals — Великая герцогиня Оксфорда
- 2018 — Американская история ужасов: Апокалипсис / American Horror Story: Apocalypse — Иви Галлант / Бабблз Макги
- 2019 — Гавайи 5.0 — Мэнди (сезон 9, серия 18).

### Телевизионные фильмы
- 1972 — Человек, который пришёл на обед / The Man Who Came to Dinner — Лоррейн Шелдон
- 1973 — Drive Hard, Drive Fast — Кэрол Брэдли
- 1982 — Бумажные куклы / Paper Dolls — Расин
- 1982 — The Wild Women of Chastity Gulch — Энни Маккалох
- 1983 — Создание манекенщика / Making of a Male Model — Кей Диллон
- 1984 — Как она побывала мужчиной / Her Life as a Man — Пэм Дуган
- 1986 — Грехи / Sins — Элен Жюно
- 1984 — Дело Картье / The Cartier Affair — Картье Рэнд / Мэрилин Галлифакс
- 1986 — Монте-Карло / Monte Carlo — Катрина Петровна
- 1991 — Красные перцы / Red Peppers — Лили Пеппер
- 1991 — Династия: Примирение / Dynasty: The Reunion — Алексис Моррелл Кэррингтон Колби Декстер Роуан
- 1993 — Mama’s Back — Тамара Гамильтон
- 1995 — Энни: Королевское приключение / Annie: A Royal Adventure! — Леди Эдвина Хогботтом
- 1995 — Харт и Харт: два Харта в темпе 3/4 / Hart to Hart: Two Harts in 3/4 Time — Леди Камилла
- 1998 — Сладкий обман / Sweet Deception — Арианна, мать Ризы
- 2001 — Старые клячи по-американски / These Old Broads — Эдди Холден
- 2009 — Мисс Марпл: Фокус с зеркалами / Marple: They Do It with Mirrors — Рут Ван Ридок

### Продюсер
- 1986 — Грехи / Sins (исполнительный продюсер)
- 1986 — Монте-Карло / Monte Carlo (исполнительный продюсер)
- 1991 — Красные перцы / Red Peppers (сопродюсер)
- 1991 — Сегодня вечером в 8:30 / Tonight at 8.30 (помощник продюсера)
- 1999 — Тайный брак / The Clandestine Marriage (помощник продюсера)

## Награды и номинации

### Победы
- Премия «Золотое яблоко»
  - 1982 — Актриса года
- Премия «Золотая камера»
  - 1999 — Награда тысячелетия
- Премия «Золотой глобус»
  - 1983 — Лучшая актриса сериала (драма) (за телесериал «Династия»)
- Премия «Золотая нимфа»
  - 2001 — Лучшая актриса
- Премия «People’s Choice Award»
  - 1985 — Любимая актриса (вместе с Линдой Эванс)
- Премия «Soap Opera Digest Awards»
  - 1984 — Лучшая злодейка мыльной оперы прайм-тайм (за телесериал «Династия»)
  - 1985 — Лучшая злодейка сериала прайм-тайм (за телесериал «Династия»)

### Номинации
- Премия «Сатурн»
  - 1978 — Лучшая киноактриса (за фильм «Империя муравьёв»)
- Премия «ACE»
  - 1983 — Актриса в драматической сцене (за телесериал «Театр волшебных историй» (эпизод «Гензель и Гретель»))
- Премия «Эмми»
  - 1984 — Лучшая актриса драматического сериала (за телесериал «Династия»)
- Премия «Золотой глобус»
  - 1982 — Лучшая актриса сериала (драма) (за телесериал «Династия»)
  - 1984 — Лучшая актриса сериала (драма) (за телесериал «Династия»)
  - 1985 — Лучшая актриса сериала (драма) (за телесериал «Династия»)
  - 1986 — Лучшая актриса сериала (драма) (за телесериал «Династия»)
  - 1987 — Лучшая актриса сериала (драма) (за телесериал «Династия»)
- Премия «Золотая малина»
  - 2001 — Худшая актриса (за фильм «Флинтстоуны в Рок-Вегасе»)
- Премия «Soap Opera Digest Awards»
  - 1986 — Лучшая актриса/актёр в комической роли в сериале прайм-тайм (за телесериал «Династия»)
  - 1986 — Лучшая злодейка в сериале прайм-тайм (за телесериал «Династия»)
  - 1988 — Лучшая злодейка: Прайм-тайм (за телесериал «Династия»)
- Премия «TV Land Award»
  - 2003 — Стильная модница (за телесериал «Династия»)